# Thecla biston
Thecla biston är en fjärilsart som beskrevs av Heinrich Benno Möschler 1876. Thecla biston ingår i släktet Thecla och familjen juvelvingar. Inga underarter finns listade i Catalogue of Life.